# Encratisme
L'encratisme, du grec ancien : ἐγκρατής, enkratḗs, signifiant « continent », désigne un courant radical du christianisme ancien s'inscrivant dans une tendance ascétique extrême qui traversait alors le christianisme et qui joua un rôle important dans son édification. Ce courant prospère essentiellement à partir du IIe siècle autour de figures comme Tatien le Syrien, particulièrement en Phrygie et en Pisidie.
Souvent rapproché du gnosticisme et du marcionisme chrétiens mais répandu un peu partout au sein du christianisme ancien, rejetant les biens créés par Dieu pour les hommes, le mariage voire la procréation, l'encratisme paraît suspect aux yeux de l'orthodoxie de la Grande Église. S'il se trouve proscrit au IVe siècle par Théodose Ier, il est néanmoins partiellement récupéré dans les milieux ascétiques et monastiques.

## Doctrine

### Contexte
L'encratisme s'inscrit dans les tendances ascétiques préexistantes au christianisme, tant en Palestine qu'en Égypte ou ailleurs dans le monde gréco-romain, ainsi qu'on les retrouve chez les esséniens, les thérapeutes ou encore certains philosophes cyniques ou platoniciens tardifs, qui méprisent et condamnent la sexualité, font l'éloge de la continence et de l'ascèse et, entre autres pratiques, refusent la nourriture carnée et s'opposent au mariage. Ces tendances ascétiques se répandent dès les débuts du mouvement chrétien dans la mesure où ce dernier professe une approche positive de la virginité et valorise la chasteté eschatologique auxquelles l'encratisme, dont le nom est à rattacher à l'enkrateia — la maîtrise de soi — accorde une importance fondamentale.
Comme pour nombre de courants chrétiens des premiers siècles, on ne connaît les encratites que par leurs détracteurs, les apologètes et hérésiologues chrétiens de l'orthodoxie qui s'est progressivement forgée au contact des multiples christologies de l'époque. Il est peu probable qu'une « secte encratite » ait existé à proprement parler, le terme étant appliqué par les hérésiologues pour désigner — dans la volonté de les dénigrer et de les marginaliser — un ensemble d'attitudes consistant, au sein de communautés chrétiennes, à refuser la consommation de viande et de vin ou encore le mariage, voire la procréation, une tendance traversant l'ensemble du christianisme ancien, y compris au sein de la Grande Église.

### Hérésiologie
Irénée de Lyon, et à sa suite la tradition occidentale, fait de Tatien le Syrien, disciple de Justin, le fondateur de cette « secte » à laquelle il donne sa formulation doctrinale rigoriste. Tatien, « patriarche des encratites », rejetait le mariage, condamnait l'usage de la viande et du vin, préconisant l'eau pour célébrer l'eucharistie ce qui vaudra aux encratites d'être parfois appelés Hydroparastates (en grec) ou Aquariens (en latin). Ils ne reconnaissaient pas certaines parties des Écritures, en particulier l'Ancien Testament ni, d'après Eusèbe de Césarée, les Épîtres de Paul et les Actes des Apôtres. Néanmoins, Eusèbe rapporte qu'une communauté encratite gnostique avec à sa tête un certain Sévère acceptait l'Ancien Testament. Ils avaient par contre recours à des textes de la littérature apocryphe présentant des tendances ascétiques marquées ainsi qu'à des éléments de la gnose valentinienne.
Selon les encratites, l'âme préexistante, corrompue - ou efféminée - par la concupiscence avait chuté dans le monde charnel, où la matière est intrinsèquement mauvaise : pour Tatien, la chute d'Adam a entrainé la damnation de l'humanité dans sa totalité ; pour empêcher que cette décadence de l'âme dans le monde ne se perpétue, il va jusqu'à condamner la procréation voire toute relation sexuelle. Pour Tatien, l'âme humaine n'existe que pour être unie au Saint-Esprit, excluant toute union terrestre. Augustin d'Hippone, citant Épiphane, évoque le courant des « Tatianistes » qui aurait connu un schisme d'où seraient issus les encratites à proprement parler.

### Littérature
La doctrine encratite est très marquée dans certains ouvrages de la littérature apocryphe chrétienne, à l'instar de l’Évangile selon Thomas, l’Évangile des Égyptiens et est largement attestée dans différents passages des Actes apocryphes des Apôtres comme les Actes de Thomas, les Actes de Paul et Thècle, les Actes de Jean... D'après Clément d'Alexandrie et Jérôme de Stridon, le représentant le plus doctrinaire de ce courant était le chrétien gnostique de la fin du IIe siècle, Jules Cassien, auteur d'un ouvrage intitulé Sur l'abstinence ou la vertu d'être eunuque et condamnant tout rapport sexuel. On trouve également à la même époque un exemple d'encratisme modéré et orthodoxe dans les Sentences de Sextus, un recueil de formules ascétiques païennes christianisées.

## Postérité
Initialement développé en Syrie et particulièrement développé en Phrygie et en Pisidie, l'encratisme avait pris une telle importance à travers l'empire romain qu'à la fin du IVe siècle et au Ve siècle il fut condamné sous ses différentes composantes avec le manichéisme par l'empereur Théodose Ier, qui prit trois décrets contre eux, notamment en 382, menaçant de mort toute personne qui prendrait le nom d’encratites, Saccophore ou hydroparastate. Après la division de l'Empire romain, le courant fut à nouveau proscrit par l'empereur romain d'Orient Théodose II sous toutes ses formes en 428.
Néanmoins, les pratiques et thèmes ascétiques de l'encratisme sont récupérés de manière assez nette dans les milieux ascétiques, monastiques et gyrovagues, en devenant une des composantes essentielles tandis que la Grande Église, si elle affirme la bonté du mariage et de la sexualité, n'en enseigne pas moins la supériorité de la virginité. On retrouve les thèmes ascétiques de l'encratisme dans le marcionisme, le montanisme, le messalianisme et dans le christianisme syrien tandis qu'il se confond par la suite avec le manichéisme comme il a pu se prolonger à travers le bogomilisme.

### Sources
- Clément d'Alexandrie, Stromates (vers 193), III. Sur Jules Cassien. Traduction, Cerf.
- Épiphane de Salamine, Panarion (377-380). Sur les sévériens (45), Tatien le Syrien (46), les tatianistes (47), les adamites (52), les apostoliques (61). Traduction anglaise : The Panarion of Epiphanius of Salamis, par Frank Williams, Leyde, Brill, 1987-1994, 2 vol., XXX-359, XVIII-677 p.
- Eusèbe de Césarée, Histoire ecclésiastique (324), IV, 28 et 29. Sur Tatien le Syrien, Saturnin, Marcion. Traduction, Cerf.
- Tatien le Syrien, Discours aux Grecs (IIe s.). Traduction française du Discours aux Grecs sur remacle
- Acte de Pierre, trad. du copte Louise Roy, apud Écrits gnostiques, Gallimard, coll. "La Pléiade", 2007, p. 1679-1684.
- Livre de Thomas, trad. du copte Raymond Kuntzmann, apud Écrits gnostiques, Gallimard, coll. "La Pléiade", 2007, p. 495-508.
- Actes de Pierre et des Douze Apôtres (IIe s.), trad. du copte Victor Ghica, apud Écrits gnostiques, Gallimard, coll. "La Pléiade", 2007, p. 819-835.
- L'Évangile selon Thomas (IIe s.), trad. du copte par Jean-Yves Leloup, Albin Michel, 2008.
- (en) article Dualism, in Encyclopædia Britannica, 2008, article sur Encyclopædia Britannica en ligne

### Études
- Dictionnaire de spiritualité. Ascétique et mystique, 1932-1995, article "Encratisme", t. IV.
- Georges Blond, L'hérésie encratite vers la fin du IVe siècle, Recherches de science religieuse, ISSN 0034-1258. - 1940, vol.30, p. 157-210, 1944.
- Peter Brown (trad. Pierre-Emmanuel Dauzat et Christian Jacob), Le renoncement à la chair : Virginité, célibat et continence dans le christianisme primitif, Gallimard, 1995 (1re éd. 1988), 608 p.